# 西部机场集团
西部机场集团隶属于陕西省人民政府，是规模仅次于首都机场集团的跨省域机场集团，现在管理着及14家控（参）股公司，跨陕西、宁夏、青海三省区。

## 历史
1989年12月6日，原民航西安管理局拆分为民航西北地区管理局、中国西北航空、西安西关机场，后两者均为国家二级企业:14-15。1991年9月1日西安咸阳机场启用后，原西安西关机场机关迁至咸阳机场并相应更名:15。1995年8月16日，中国民航总局批复将西安咸阳机场改称西安咸阳国际机场。
2003年12月18日，机场属地化改革后，西安咸阳国际机场接收榆林、延安、汉中、安康四个支线机场，成立陕西省机场管理集团公司。2004年、2006年，分别与宁夏、青海机场公司实现联合重组，并于2006年7月24日更名为西部机场集团公司。2012年10月，集团与甘肃省政府签署协议，负责天水、甘南、陇南、平凉机场的建设运营。2015年9月，接管银川月牙湖通用机场。2016年，签约负责韩城、丹凤通用机场的建设及后续运营管理。2023年，终止在甘肃省境内的机场运营管理业务。
西部机场集团现负责咸阳、银川、西宁3个干线机场和陕、宁、青三省区16个支线机场和3个通用机场的建设和运营管理。

## 成员机场
西安咸阳国际机场、银川河东国际机场、西宁曹家堡国际机场、榆林榆阳机场、延安南泥湾机场、汉中城固机场、安康富强机场、格尔木机场、玉树巴塘机场、固原六盘山机场、中卫沙坡头机场、茫崖花土沟机场、德令哈机场、祁连机场。